# G. Arthur Cooper
G. Arthur Cooper (9 de fevereiro de 1902 — 17 de outubro de 2000) foi um paleobiólogo estadunidense.

## Obras
- com Charles Schuchert: Brachiopod Genera of the suborders Orthoidea and Pentameroidea, Memoirs Peabody Museum, 1932
- com E. O. Ulrich: Ozarkian and Canadian Brachiopoda, 1938
- Chazyan and Related Brachiopods, 1956
- com Helen Margaret Muir-Wood: Morphology, Classification, and Life Habits of Productoids (Brachiopoda), 1960
- com Richard E. Grant: Permian Brachiopods of West Texas, 6 Volumes, 1969–1977